# Телескоп АВР-2

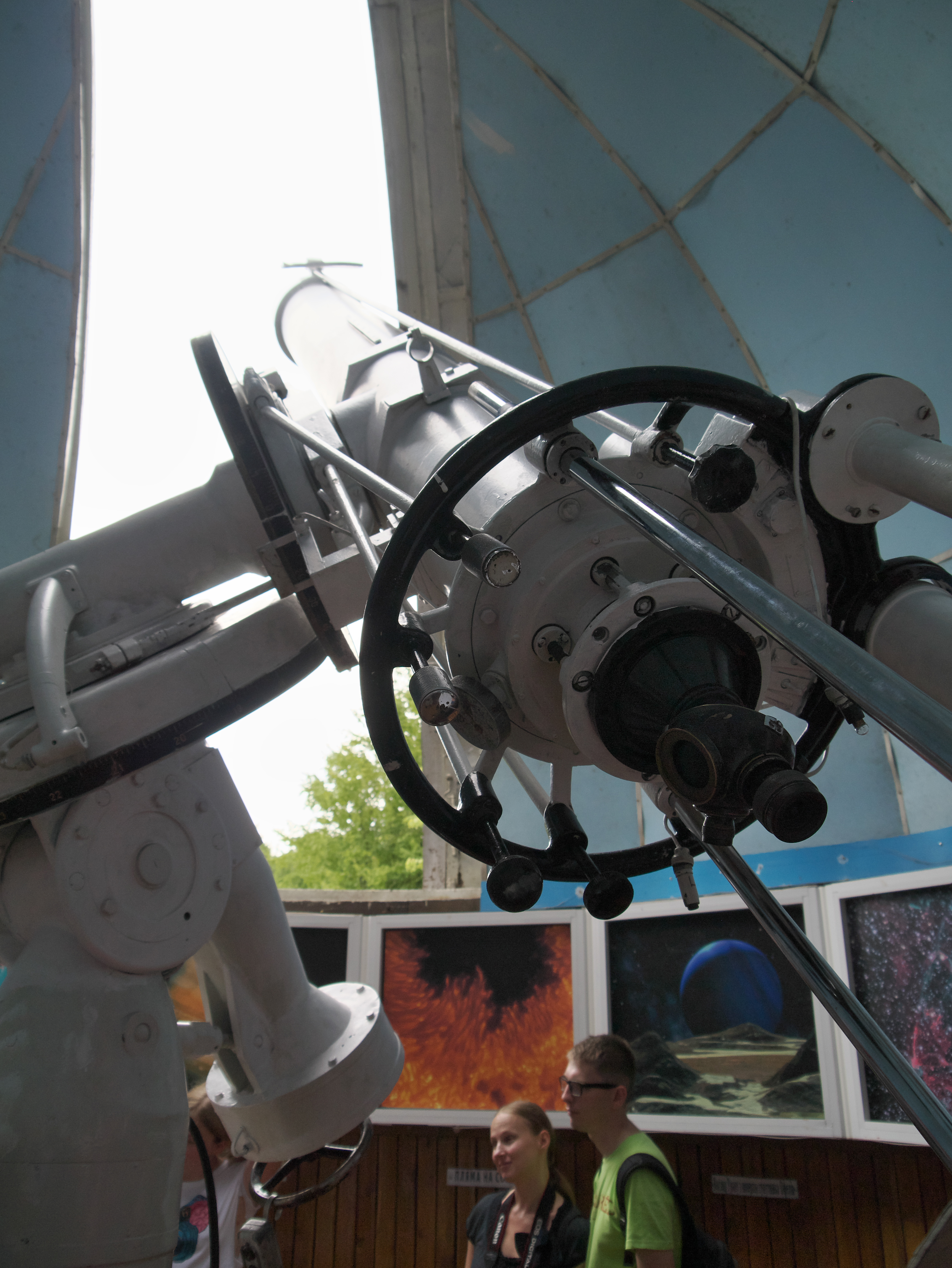
Телескоп АВР-2

Телескоп АВР-2 - це лінзовий телескоп - рефрактор виробництва підприємства ЛОМО, модель лінійки АВР - "Астрономічний візуальний рефрактор". Був розповсюджений та активно використовувався для астрономічних досліджень у другій половині ХХ ст.

## Основні технічні характеристики
Тип телескопа: рефрактор
Об'єктив: подвійний несклеєний ахромат з візуальною корекцією
Вхідна апертура: 200 мм
Фокусна відстань: 3000 мм
Збільшення (залежить від окуляра): 150x, 210x, 300x
Поле зору (залежить від окуляра): 16', 11ʼ, 8ʼ

## Деякі відомі експлуатанти
Головна астрономічна обсерваторія НАН України. Опис телескопу, встановленого у приміщенні для спостережень:
Павильон кирпичной кладки с пристройкой, в котором установлен инструмент, имеет круглую форму. Внутри стены павильона обшиты деревом. Сверху на стенах установлен металлический купол в раздвижными створками. Купол обшит внутри пластиком. Диаметр павильона 5 м. Для визуальных наблюдений Луны, которые проводятся в Главной астрономической обсерватории АН УССР, служит рефрактор АВР-2, изготовленый в 1960 г. Ленинградским оптико-механическим заводом. Он устанавливается на параллактическую монтировку АПШ-6, снабженную часовым механизмом ЧМ-1. Объектив инструмента - двухлинзовый несклеенный ахромат с визуальной коррекцией. Диаметр объектива 20 см., фокусное расстояние 3 м. Инструмент может быть применен и для фотографирования непосредственно в фокусе объектива. Прибор снабжен гидировочным окулярным микрометром, который устанавливается на байонетный патрон. (...) Инструмент был установлен в павильоне в 1962 г. на кирпичный столб (...).
Львівський національний університет імені Івана Франка: візуальний рефрактор АВР-2 встановлено у 1959 році.
Миколаївський національний університет імені В. О. Сухомлинського: у 1960-х роках побудовано астрономічний павільйон, в якому встановлено астрономічний візуальний рефрактор (АВР-2) з діаметром об’єктиву 200 міліметрів.
Полтавська гравіметрична обсерваторія Інституту геофізики імені С. І. Субботіна НАН України: Успішно здійснюється участь у міжнародній програмі спостережень покриттів зірок Місяцем і планетами на рефракторі АВР-2, що виконуються незмінним спостерігачем Б.Ф.Синческулом уже більше 40 років.
Ужгородський національний університет
Київський палац дітей та юнацтва: У гуртку астрономії КПДЮ основні інструменти: великі рефрактори АВР-2 та SW100/1000, а також два малих шкільних рефрактори.

## Деякі дослідження, виконані за допомогою телескопа
- Дослідження фізичної лібрації Місяця[7]
- Дослідження хроматичних аберацій об'єктива рефрактора АВР-2 (Полтавська гравіметрична обсерваторія АН УРСР)[8]
- Дослідження залежності амплітуди тремтіння від напрямку "розгортки" сліда[9]
- Частотний спектр тремтіння зображень штучних супутників Землі[10]
- Деякі результати дослідження тремтіння зображень зір, що знаходяться на малих кутових відстанях[11]

## Сучасне використання
Сучасні телескопи мають набагато кращі оптичні та експлуатаційні характеристики, ніж телескоп АВР-2. Телескоп АВР-2 у теперішній час використовується як демонстраційний, для проведення занять з астрономії та популяризації астрономічної науки. 

## Галерея

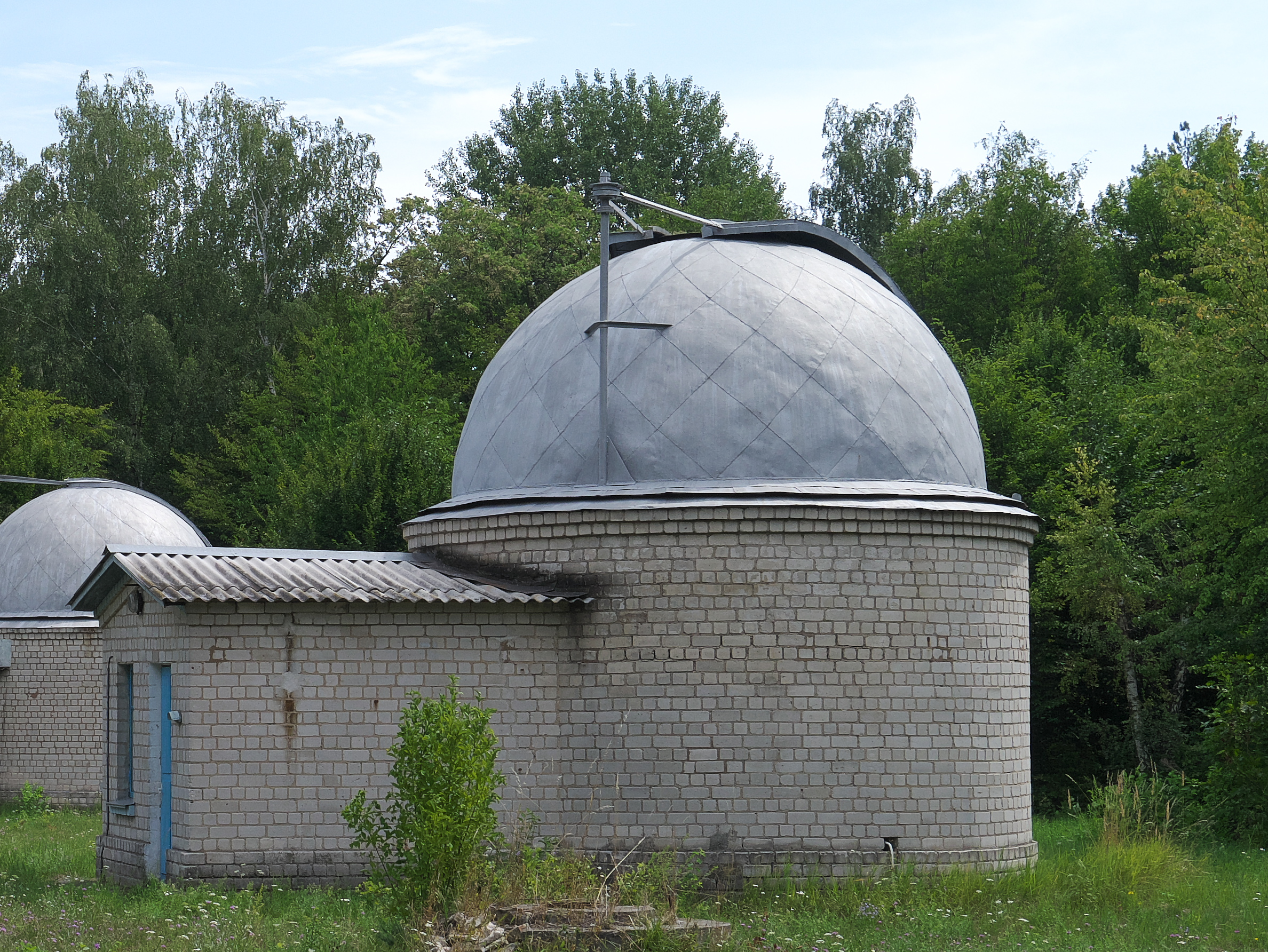
Вежа телескопа АВР-2 ГАО НАН України
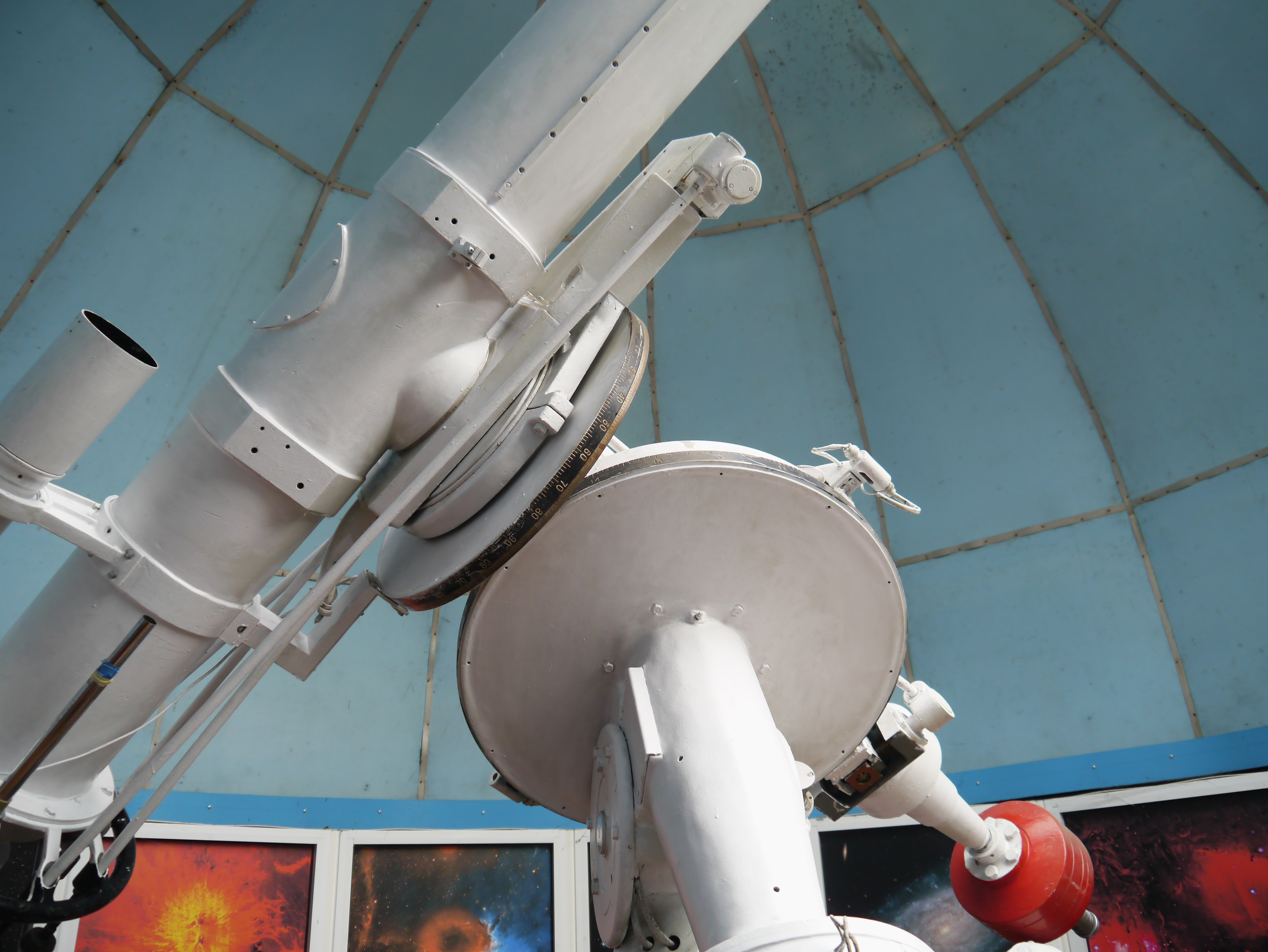
Паралактичне монтування АПШ-6 телескопа АВР-2 ГАО НАН України
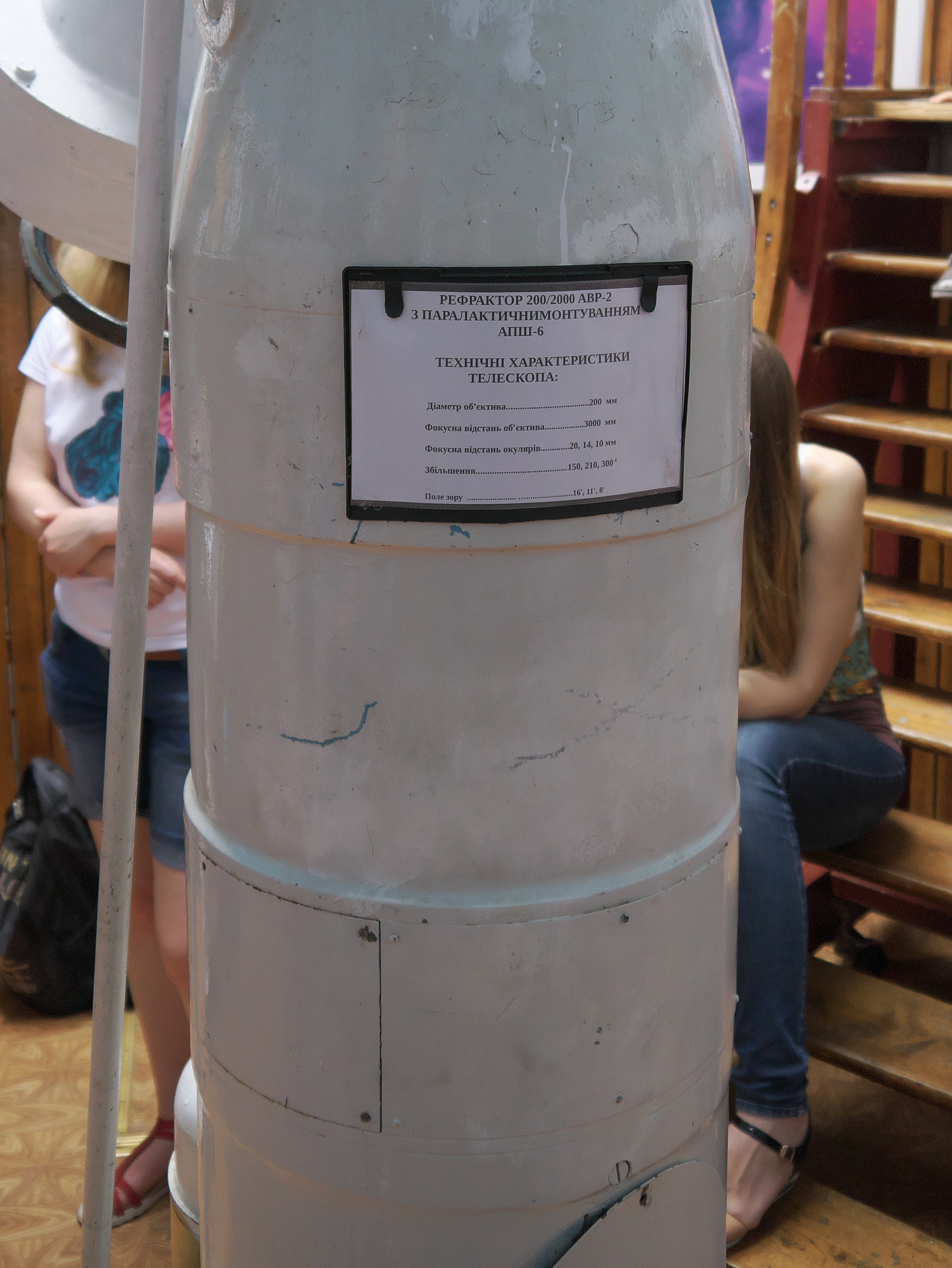
Технічні характеристики телескопа АВР-2 ГАО НАН України
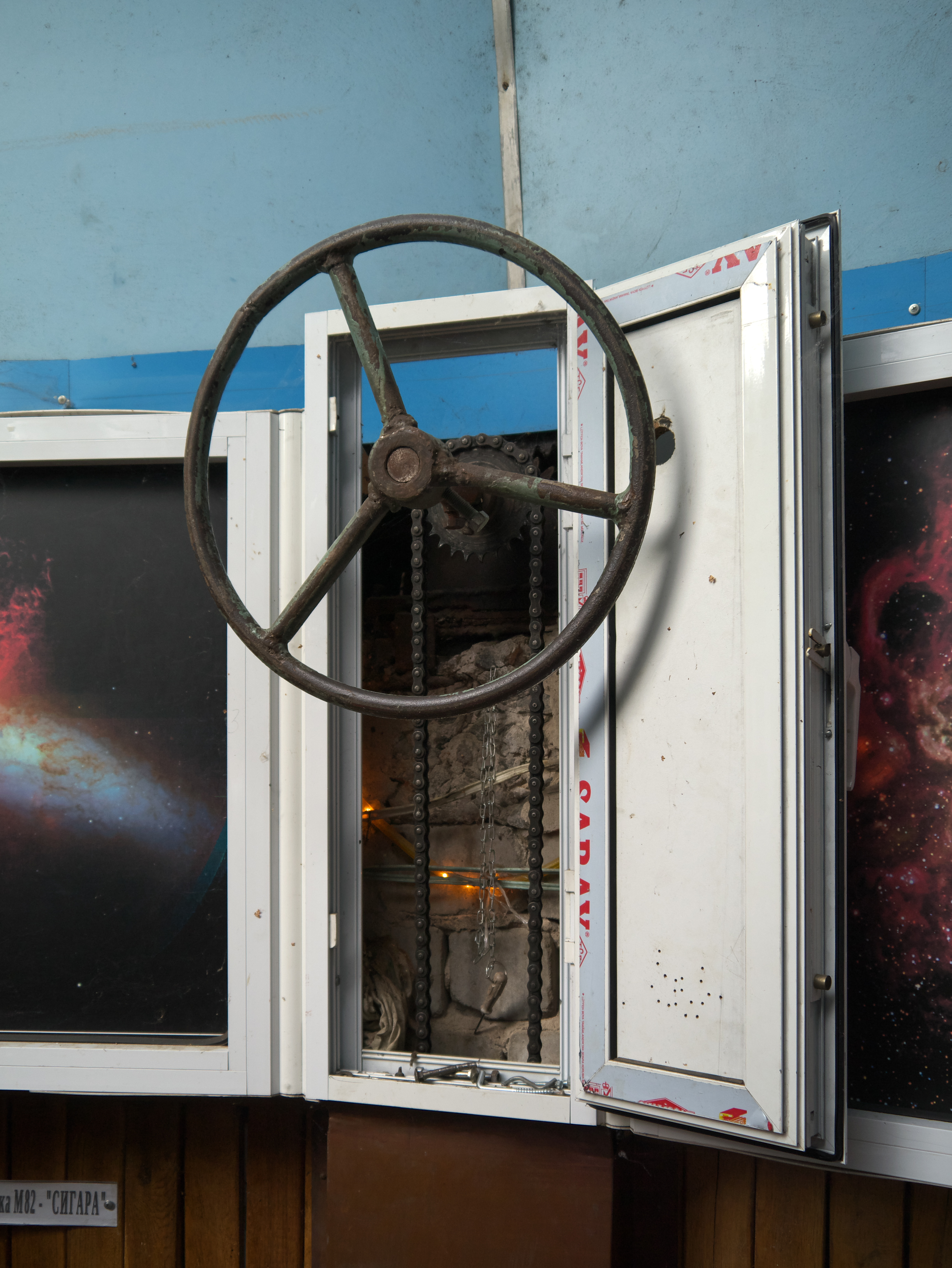
Механізм обертання купола телескопа АВР-2 ГАО НАН України
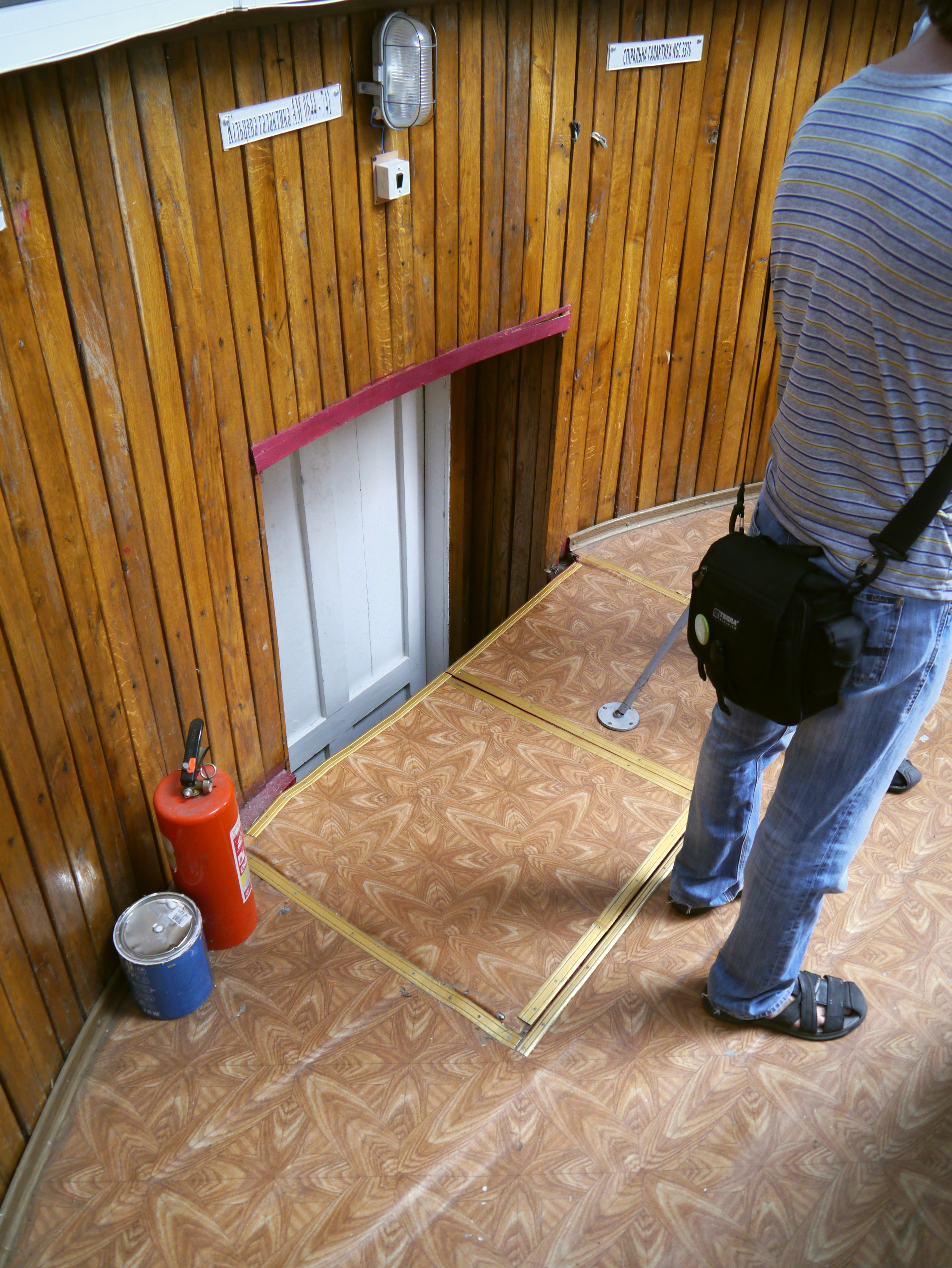
Вхід до приміщення телескопа АВР-2 ГАО НАН України
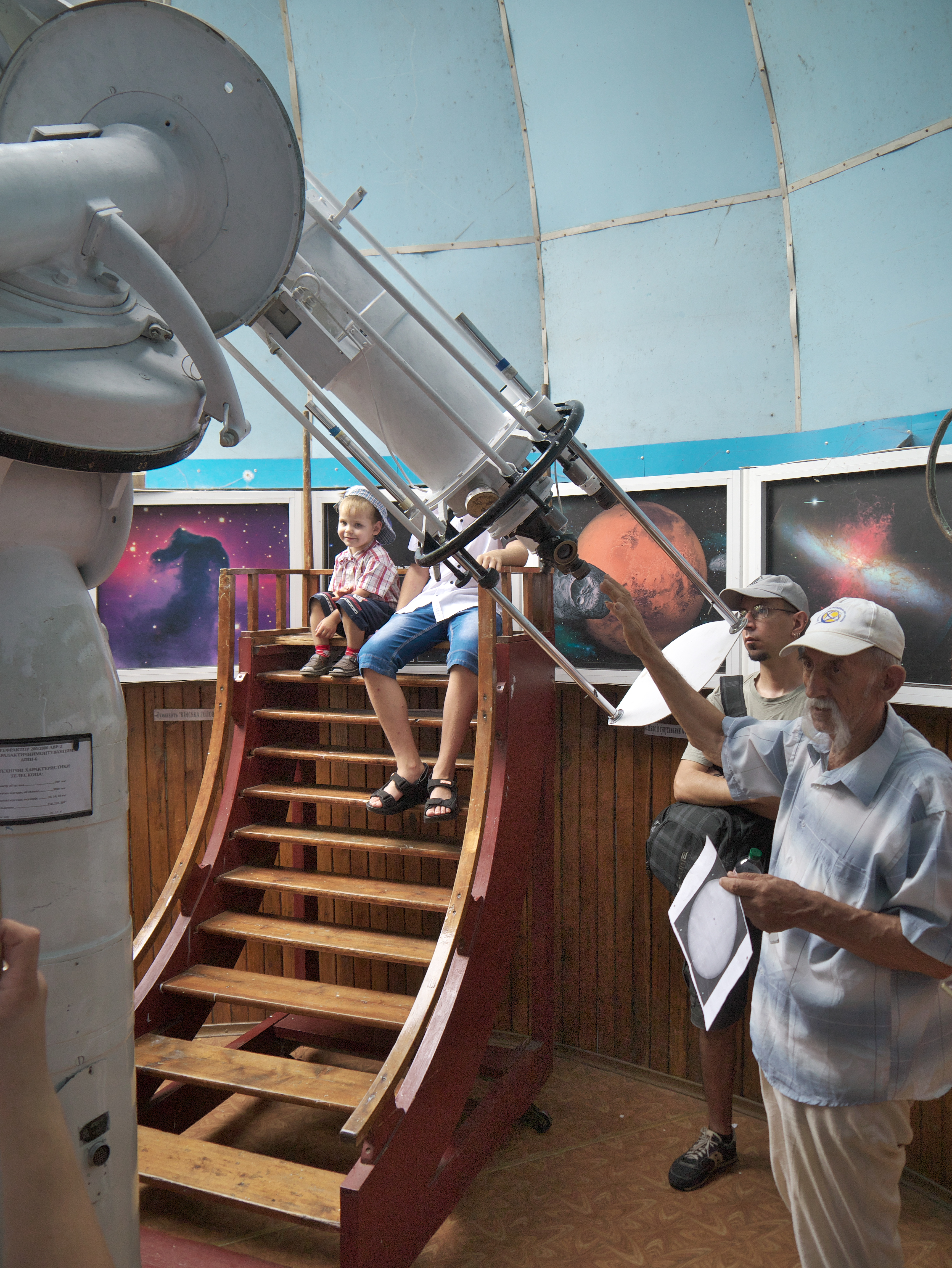
Проведення екскурсії на телескопі АВР-2 ГАО НАН України